# Fosterella weddelliana
Fosterella weddelliana är en gräsväxtart som först beskrevs av Adolphe-Théodore Brongniart och John Gilbert Baker, och fick sitt nu gällande namn av Lyman Bradford Smith. Fosterella weddelliana ingår i släktet Fosterella och familjen Bromeliaceae.
Artens utbredningsområde är Bolivia. Inga underarter finns listade i Catalogue of Life.